# Étude pour une corrida no 2
 Étude pour une corrida est un ensemble de trois œuvres de Francis Bacon dont la version no 2 est conservée au musée des Beaux-Arts de Lyon depuis 1997.      

## Présentation
Francis Bacon réalise les trois Études pour une corrida en 1969. L'Étude n° 2 est une huile sur toile d'une hauteur de 198,3 cm et largeur de 147,5 cm.
Sans doute sous l'influence de Michel Leiris qui appréciait dans la corrida l'émotion des images sanglantes chargées d'érotisme, et le côté dramatique, Bacon réalise trois versions de Étude pour une corrida en  1969. Leiris admirait ces interprétations, ces déformations du sujet de la corrida non seulement pour la violence qui s'en dégageait, mais aussi pour l'aspect sanguinolent de ces images . 
La deuxième version de ce sujet : L'Étude pour une corrida n° 2, actuellement conservée au musée des Beaux-Arts de Lyon, a fait l'objet de l'affiche pour la feria de Nîmes 1992.

## Interprétations diverses
Jean-Claude Lebenztejn décrit l'Étude pour une corrida n°1 comme un tableau où : « Le public dans l'arène paraît comme projeté sur un panneau coulissant. », tandis que dans la seconde version (l'Étude n°2), le panneau est blanc et une ombre noire semble flotter. La violence, mais aussi l'aspect sexuel de la corrida attirait Bacon qui la considérait comme la boxe et comme « un apéritif merveilleux pour l'amour. »
Selon Jean-Louis Prat, « le ballet mortel qui unit le matador au taureau ne s'éloigne ni de l'œuvre ni de la vie de Bacon, » qui aimait prendre des risques en peinture comme il en prenait au jeu, principalement à la roulette à Monte-Carlo. Il en fait un jeu étourdissant de courbes et contre courbes, homme et bête s'entrelacent, se mêlent, pour traduire le rythme des coups de cornes et des voltes de muleta.
Bacon s'est documenté. On reconnaît, sur le panneau du fond le chiffre 5 entouré d'un cercle blanc qui figure un de ces panneaux suspendus  à la palissade du tendido (gradin). Le public est concentré dans un cylindre gris sur fond jaune. On a rapproché cette toile des photographies de foules de la collection de Goebbels, à cause d'un carré rouge surmonté d'un rapace qui évoque un emblème nazi, parce que les autorités d'occupation allemande avaient organisé deux novilladas à Lachepaillet. Mais le rapprochement est d'autant plus douteux que Bacon ne pouvait pas avoir eu connaissance de cette novillade. Son inspiration vient plutôt de l'observation du ruedo, du callejón et des burladeros.